# Crispolus
Crispolus (auch: Crispulus) war ein früher christlicher Märtyrer, über den wenig bekannt ist. Er soll gemeinsam mit Restitutus unter Kaiser Nero in Spanien hingerichtet worden sein. Eine andere Überlieferung besagt, er habe gemeinsam mit der Heiligen Basilia in Rom den Märtyrertod erlitten. Gedenktag des Heiligen ist der 10. Juni.